# U 3504
U 3504 war ein deutsches U-Boot vom Typ XXI. Kiellegung war am 30. Juni 1944 auf der Schichauwerft in Danzig. In Dienst gestellt wurde es am 23. September 1944 unter Kptl. K.-H. Siebold bei der 8. Flottille (Danzig). Am 5. Mai 1945 wurde U 3504 in Wilhelmshaven selbst versenkt.